# Bernhard Quandt

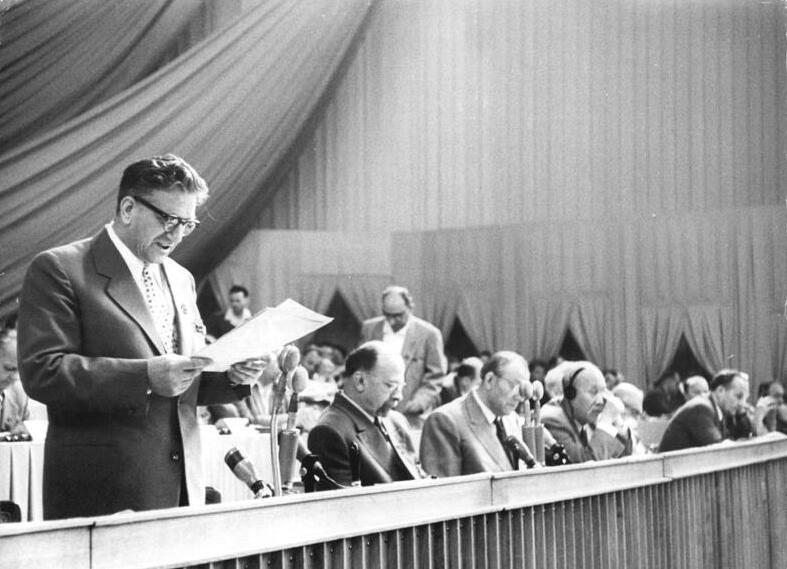
Bernhard Quandt auf dem V. Parteitag der SED, 1958

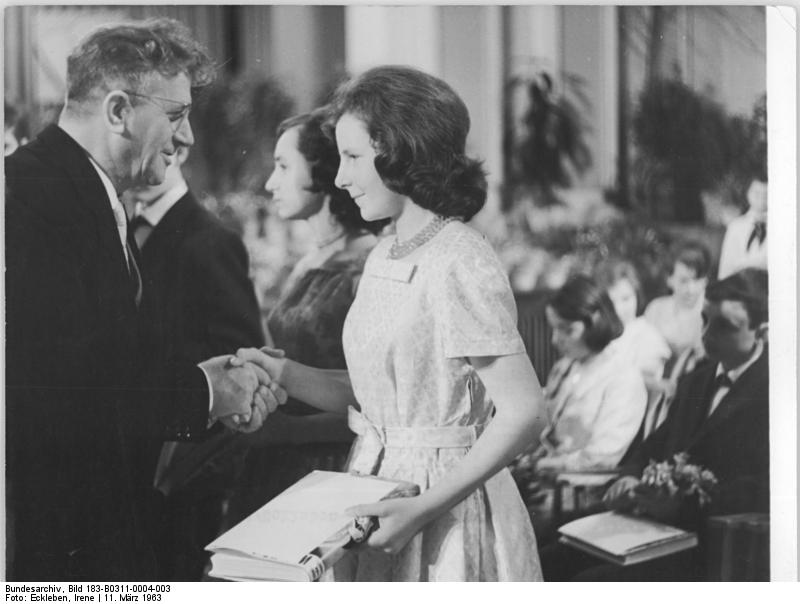
Bernhardt Quandt bei einer Jugendweihe 1963 im Kulturhaus Mestlin

Bernhard Quandt (* 14. April 1903 in Rostock; † 2. August 1999 in Schwerin) war ein deutscher Politiker (KPD, SED). Als Kommunist war er Verfolgter des nationalsozialistischen Regimes und saß jahrelang in Konzentrationslagern. Nach der Befreiung Deutschlands war er 1951/52 der letzte Ministerpräsident von Mecklenburg vor der Auflösung der Länder in der DDR und später jahrzehntelang Mitglied des Staatsrates. Seine politische Karriere endete mit der Wende 1989.

## Biografie
Quandt wurde als Sohn einer alleinstehenden Frau geboren; sein Vater war Soldat der kaiserlichen Armee und starb vier Monate vor seiner Geburt bei einem Reitunfall in Parchim.

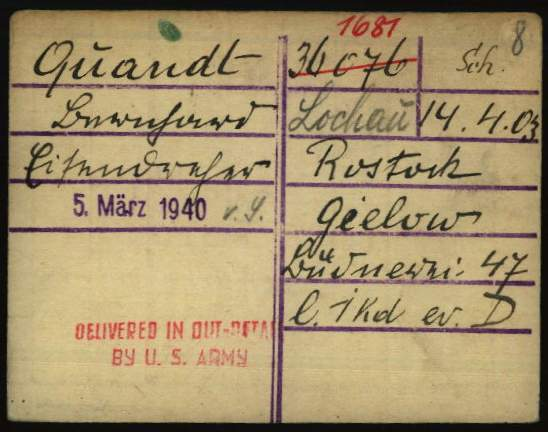
Registrierungskarte von Bernhard Quandt als Gefangener im nationalsozialistischen Konzentrationslager Dachau

Die Familie – die Mutter hatte inzwischen einen Zimmermann geheiratet – wohnte in Rostock und in Wismar. Als Sechsjähriger besuchte er dort die Volksschule. 1912 zog die Familie nach Gielow und die Mutter betrieb eine kleine Büdnerei. Er erlernte ab 1917 dort den Beruf des Eisendrehers und arbeitete als Geselle in dieser Firma. 1920 trat er in die SPD ein. Er arbeitete ab 1922 in Hamburg und wechselte 1923 zur KPD. Er war politisch aktiv, wurde 1927 Gemeindevertreter von Gielow und Unterbezirksleiter seiner Partei in Waren/Stavenhagen und ab 1932 kurzzeitig Abgeordneter des Landtags von Mecklenburg-Schwerin. Er arbeitete in wechselnden Berufen.
Nach der Machtübernahme der Nationalsozialisten 1933 wurde er mehrfach inhaftiert und schließlich ab Oktober 1939 in den Konzentrationslagern Sachsenhausen und Dachau interniert, wo er von französischen Truppen befreit wurde.
Nach Kriegsende wurde er zum 1. Sekretär der KPD Güstrow und von der SMAD zum Landrat in Güstrow ernannt. 1946 wurde er Orgsekretär der KPD bzw. ab April 1946 der SED-Landesleitung Mecklenburg.
Ab 1948 war er Landwirtschaftsminister von Mecklenburg und 1951/52 Ministerpräsident des Landes. Nach der Auflösung der Länder in der DDR im Jahre 1952 war er bis 1974 Erster Sekretär der SED im Bezirk Schwerin.
Quandt widersetzte sich in seiner Zeit als Erster Sekretär unter anderem erfolgreich den Beschlüssen des Politbüros, mehrgeschossige Plattenbausiedlungen auch auf dem Lande zu errichten, die nach seiner Ansicht die historisch gewachsene Dorfgestaltung „verhunzen“ würden. Er war Befürworter der Bodenreform und des Neubauernprogramms.
Quandt war von 1958 bis zum 3. Dezember 1989 Mitglied des Zentralkomitees der SED und seit Oktober 1973 des Staatsrates der DDR. In dieser Eigenschaft forderte er auf der letzten Sitzung des ZK der SED 1989 unter Tränen die Wiedereinführung der Todesstrafe und die standrechtliche Erschießung aller derjenigen (der „Verbrecherbande des alten Politbüros“), die die Partei (SED) in eine solche Schmach (gemeint war der Machtverlust infolge der revolutionären Ereignisse im Herbst 1989) gebracht hätten. „Wir haben im Staatsrat die Todesstrafe aufgehoben. Ich bin dafür, dass wir sie wieder einführen und dass wir alle standrechtlich erschießen, die unsere Partei in eine solche Schmach gebracht haben!“ 1990 wurde er in den Rat der Alten der SED-PDS gewählt.
Von 1974 bis 1989 saß Quandt dem Bezirkskomitee der Antifaschistischen Widerstandskämpfer Schwerin vor.
Quandt starb 1999 mit 96 Jahren als letzter ehemaliger Ministerpräsident eines Landes der DDR.

## Auszeichnungen
Am 6. Mai 1955 wurde Quandt der Vaterländische Verdienstorden in Silber verliehen. Anlässlich seines 70. Geburtstages erhielt er im April 1973 den Karl-Marx-Orden.